# Ko Phangan

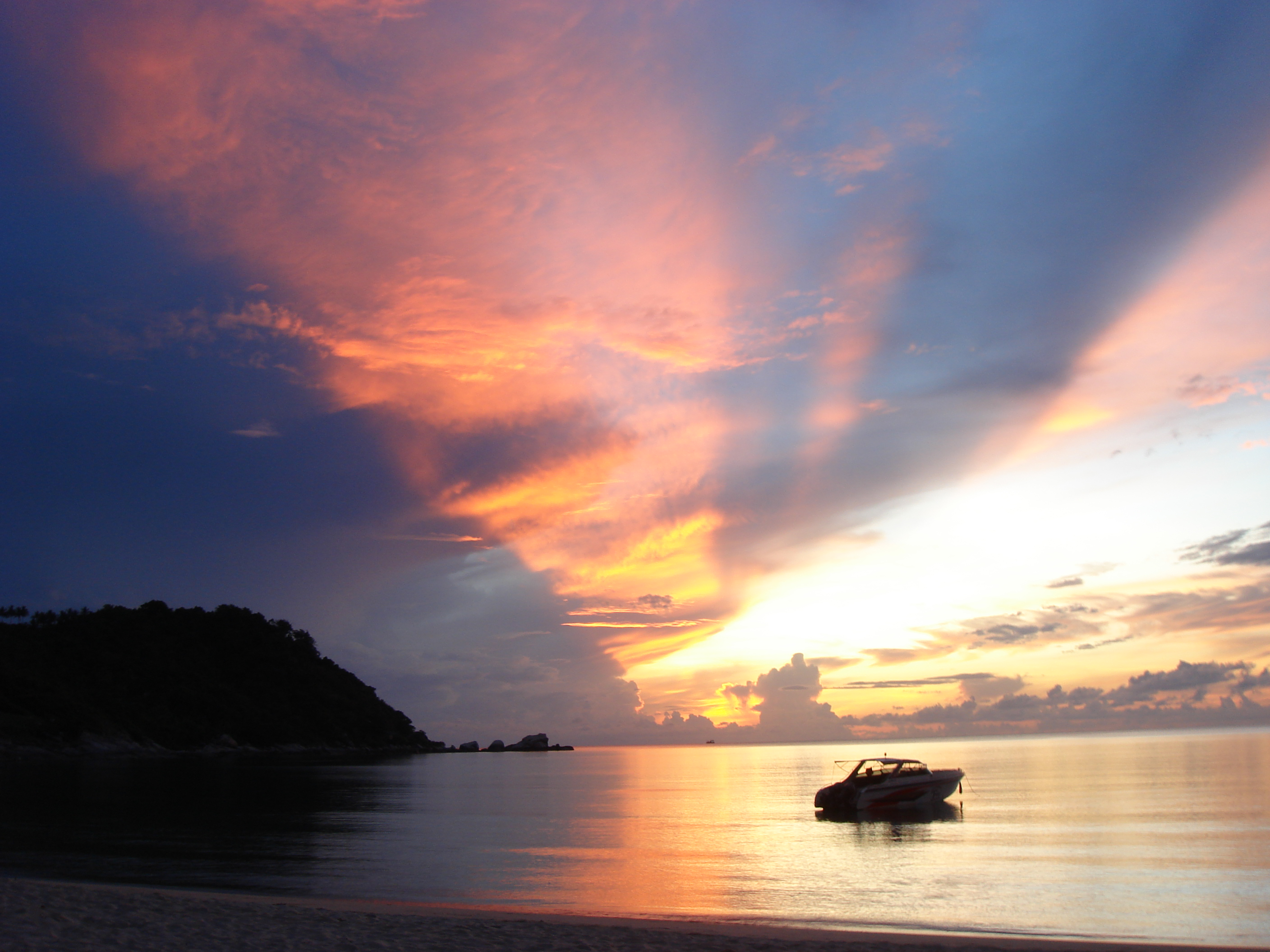
Napkelte, Thong Nai Pan

Ko Phangan, egyéb átírásokban Ko Pha Ngan, vagy Koh Phangan (thaiul: เกาะพะงัน, Thai Királyi Általános Átírási Rendszer: Ko Pha-ngan), sziget a Thai-öbölben, Délkelet-Thaiföldön, Szuratthani tartományban.
A Szamuj-szigetek része. Két testvérszigete van: a nagyobb Ko Szamuj délre és a kisebb Ko Tao északra.

## Földrajz
- Becsült kerülete: 40 km ( mintegy 10 órás gyaloglás).
- A szárazföldtől: mintegy 55 km
- Ko Samuitól: mintegy  15 km
- Ko Taotól: mintegy  35 km
- Fő települése: Thong Sala
- Legmagasabb pontja: Khao Ra, 630 m

## Története
Nevében benne van a déli nyelvjárásban "homokpad" jelentésű "ngan" szó, mert a partjainál sok a homokpad.
A thai királyok egyik kedvelt helye volt. Chulalongkorn (vagy más néven V. Rama, 1853-1910) például 14-szer látogatta meg Ko Phangant uralkodása alatt.
Ko Samuin 1977-ben egy bronz dobot találtak a Dongson kultúra idejéből (Kr. e. 500-100), amely azt bizonyítja, hogy a szigetcsoporton már több, mint kétezer évvel ezelőtt is léteztek települések. Egyes történészek és régészek szerint Ko Phangan első lakosai a tengeri cigányok voltak (pigmeusok, semungok, protomalájok), akik a Maláj-félszigetről érkeztek hajóval. Ők muszlim hitre tértek, de ma már kevés a muszlim lakos.
Az elmúlt évszázadban a szigetek népessége folyamatosan nőtt. Kezdetben a tengerből és a földből, kókusz ültetvényekből éltek. Később az ón bányászata is a helyi gazdaság részévé vált, az 1970-es években azonban ez az iparág megroggyant és végül meg is szűnt. az ezt követő évtized már a turizmusról szólt. Ma a sziget elsősorban ebből él, bár a halászat és a kókusztermelés szintén fontos.
A sziget topográfiája miatt a népesség a partvonalon él. A belső hegyvidék erre alkalmatlan. A sziget több, mint fele nemzeti park: Ko Pha-Nganon több, mint 80 négyzetkilométernyi viszonylag érintetlen esőerdő van, változatos növény- és állatvilággal.
Spirituális helynek is tartják. A szigeten több buddhista templom található.

## Közlekedési kapcsolatai
A sziget tengeri komppal elérhető, az 55 kilométerre lévő Surat Thani városból, vagy a 15 kilométerre fekvő Ko Szamuj szigetről.
A Kan Air regionális légitársaság 2002-ben építi terminálját a szigeten. A 32 hektáros terület megvásárlására mintegy 500 millió bátotot költött a cég. A terve egy napi ezer utas fogadására alkalmas repülőtér létrehozása, egy 1095 méter hosszú leszállópályával, amelyet turboprop gépek használhatnak, mint a cég ATR 72-600 gépei. A projekt költségeit eredetileg 900 millió bátra tették, de ma már két milliárdra becslik. A költségek elszaladása mellett a környezeti hatásvizsgálat elkászítése is nehézségekbe ütközik. Eredetileg már 2014-ben meg akarták nyitni a repteret. A Kan Air elnökének legutóbbi becslése 2017 vége.

## Közigazgatása
Ko Pha-Ngan együtt Ko Taóval alkotja a 148 négyzetkilométeres Ko Pha-Ngan kerületet (amphoe). Ez három alkerületre (tambon) oszlik. 
| Sorszáma. | Neve       | Thai neve |  |
| --------- | ---------- | --------- |  |
| 1.        | Ko Phangan | เกาะพะงัน  |  |
| 2.        | Ban Tai    | บ้านใต้     |  |
| 3.        | Ko Tao     | เกาะเต่า   |  |

A szigetet eredetileg Ko Samui kerületből igazgatták. Ko Phangan kiskerület ("királyi amphoe") 1970. október 1-jén jött létre, és akkor két tambonból állt: Ko Phanganból és Ban Taiból. 1977. április 12-én a teljes amphoe rangjára emelkedett.
Ko Phangan és Ban Tai tambon részei alkotják Ko Pa-Ngan városi önkormányzatot (thesaban tambon).

## Turizmus
A Haad Rin-part teliholdpartijairól híres. A hátizsákos turisták népszerű célpontja.
Az utóbbi években igyekeztek a szigetet barátibbá tenni a családos látogatók számára. Növekedett a rendőri jelenlét. Nem szokatlan az útblokád, ahol átkutatják az utazót, és civilruhás rendőrők is járkálnak.

### A teliholdparti
A teliholdparti havonta teliholdkor tartott tánczenei fesztivál a Haad Rin Nok parton. Főképp az elektronikus zenére épít, és mintegy harmincezer látogatót vonz havonta.
Hogy a közbeeső idő se menjen teljesen kárba, félholdpartikat is rendeznek a dzsungelben Ban Tainál. Tuk-tukkal, taxival vagy biciklivel közelíthető meg.

## A kultúrában
Ko Phangan jelentős szerepet kapott Alex Garland 1996-ban megjelent, A part című regényében, amelyből az azonos című A part készült 2000-ben, Leonardo DiCaprióval a főszerepben.
A szigetet említi a Klaxons nevű angol new rave zenekar Magick című dala is, bár inkább a regényre utalva.
Az Ace of Base "Vision in Blue" című dala (The Golden Ratio album) szintén említi a szigetet.
Ashley Wallbridge 2012-ben a "Kopanang" címet adta egy dalának, ami a Ko Pha-Ngan anglicizált változata.
Az Ozric Tentacles nevű brit pszichedelikus rock zenekarnak szintén volt egy Ko Pha Ngan című dala. (The Bits Between The Bits album.)
2016-ban az Infected Mushroom és a Hatikva 6 nevű izraeli zenekarok közösen adtak elő egy "Hotel Koh Phangan" című dalt.

## Külső hivatkozások
- Department of Provincial Administration (DOPA) Population figures
- Ko Pha Ngan az Open Directory Project-ben
- Ko Phangan látnivalóiról az Irány Thaiföldön (magyarul)

## Fordítás
Ez a szócikk részben vagy egészben  a   Ko Pha Ngan című angol Wikipédia-szócikk ezen változatának fordításán alapul.  Az eredeti cikk szerkesztőit annak laptörténete sorolja fel. Ez a jelzés csupán a megfogalmazás eredetét és a szerzői jogokat jelzi, nem szolgál a cikkben szereplő információk forrásmegjelöléseként.